# Kim Söderlund
Kim Elvira Viktoria Söderlund, ogift Andersson, född 5 oktober 1921 i Spånga församling, död 27 september 2007 i Matteus församling, Stockholm, var en känd svensk mannekäng och moderedaktör.
Kim Andersson, som hon hette som ogift, växte upp i Sundbyberg och blev tidigt mannekäng för NK. Hon fick sitt genombrott 1942 då hon slog igenom vid en modegala på Grand Royal i regi av Svensk filmindustri och blev känd under smeknamnet ”The Beauty of the bones”. År 1950 öppnade Söderlund en modevisning i Vinterträdgården på Grand Hotell Royals för NK:s Lejakatalog som tioårsjubilerande mannekäng. "Skön-Kim" hyllades med blommor under modevisningens avslutning.
Efter en aktiv modellkarriär grundade Söderlund en form av agentur och förening, Mannekängernas svenska huvudorganisation, MSH, och en stilskola, Kims Stil. Under sextio- och sjuttiotalet skrev hon en frågespalt för tidningen Allers.
Söderlund gifte sig 1946 med Per-Eric Söderlund (1906–1966) och fick tre barn. Makarna Söderlund är gravsatta i Gustav Vasa kyrkas kolumbarium vid Odenplan i Stockholm.